# Целлерталь
Целлерталь (нім. Zellertal) — громада в Німеччині, розташована в землі Рейнланд-Пфальц. Входить до складу району Доннерсберг. Складова частина об'єднання громад Гельгайм.
Площа — 6,93 км2. Населення становить 1157 ос. (станом на 31 грудня 2020).